# Council of International Schools
Pour les articles homonymes, voir CIS.
Le Council of International Schools (CIS) est une association internationale sans but lucratif regroupant des établissements scolaires enseignant en langue anglaise en liaison notamment avec des universités américaines.
Il fournit des services tels que l'homologation des programmes, l'aide au recrutement d'enseignants qualifiés, l'accès des diplômés aux études supérieures (notamment en Amérique du Nord), l'aide à la gouvernance des établissements et à la fondation de nouveaux établissements.
La majorité des écoles affiliées propose un programme de type américain, d'autres des programmes de type britannique ou mixte. Un nombre croissant d'établissements propose en fin de parcours le baccalauréat international de l’Organisation du baccalauréat international (IBO).
En 2018, le réseau rassemble 743 établissements dans 104 pays.